# Гражданский радикальный союз непримиримых
Гражданский радикальный союз непримиримых (исп. Unión Cívica Radical Intransigente, UCRI) — политическая партия в Аргентине, возникшая в результате раскола Гражданского радикального союза в 1957 году. Её первым лидером был Артуро Фрондиси, а затем Оскар Аленде. Современная Партия непримиримых является её преемником, после того как в 1972 году ей было запрещено использовать название «Гражданский радикальный союз».
При создании UCRI принял радикальную левоцентристскую идеологию с антиимпериалистической экономической программой, которая вскоре была заменена девелопментализмом, приверженцем которого Фрондиси стал во время своего президентства (1958—1962). В 1964 году Фрондиси из-за идейных разногласий покинул союз и вместе с Рохелио Фрихерио создал свою партию, Движение за интеграцию и развитие. После ухода Фрондиси партию возглавил Аленде, вернув её к изначальным идеям.
Долгое время непримиримые отказывались входить в избирательные союзы с двумя основными политическими течениями Аргентины (перонизмом и традиционным радикализмом), но начиная с 2003 года они присоединились, наряду с другими левыми партиями, к альянсам киршнеристов («Фронт за победу», «Гражданское единство», «Всеобщий фронт», в настоящее время «Союз ради Отечества»).

## История

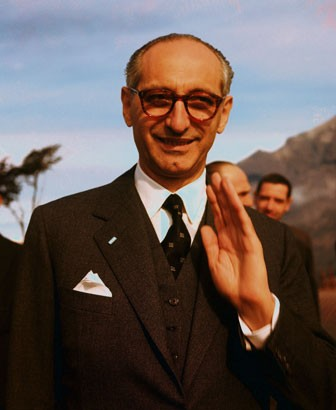
Основатель и первый лидер ГРС непримиримых Артуро Фрондиси.

### Предыстория
6 сентября 1930 года президент Иполито Иригойен, лидер Гражданского радикального союза (UCR), был свергнут в результате государственного переворота, положившего конец четырнадцати годам подряд правления радикалов. Сама партия оказалась под руководством Марсело Торкуато де Альвеара, а возглавляемое им «антиперсоналистское» течение «альвеаристов» стало доминировать в UCR, вытеснив «иригойенистов». В середине 1930-х годов, известных как «Бесславное десятилетие», в партии возникли радикальные молодёжные группы, критиковавшие «альвеаризм». Эти группы приняли антиимпериалистическую политическую линию, использовав слово «непримиримый» из радикальной традиции. В 1945 году они основали внутри партии Движение за непримиримость и обновление (MIR) и разработали программу, известную как «Декларация Авельянеды». Артуро Фрондиси был одним из разработчиков декларации.
Во время первого правления перонистов (1946—1955) UCR раскололся на две фракции: левоцентристов-«непримиримых», критикующих перонизм, но поддерживающих его социальную политику, возглавляемых Фрондиси, и центристов-«юнионистов», радикальных антиперонистов, готовых поддержать государственный переворот с целью свержения Перона и прекращения его политики.
Гражданский радикальный союз под влиянием «альвеаристов» активно поддержал государственный переворот 1955 года, в результате которого были свергнуты все национальные и провинциальные власти, включая президента Хуана Доминго Перона. Возникшая в результате военно-гражданская диктатура, назвавшая себя «Освободительной революцией», запретила перонизм и заключила в тюрьму перонистских лидеров, тем самым открыв путь для Гражданского радикального союза к триумфу на выборах.
Но позиция, которую необходимо было занять в отношении перонизма и нового режима, разделила аргентинское общество, в том числе, политические партии и вооружённые силы, на антиперонистов, которые требовали постоянного запрета, и сторонников его легализации. Это разделение привело к расколу UCR на левоцентристских непримиримых во главе с Фрондиси, выступавших против легитимности конституционной реформы 1957 года и за диалог с перонизмом; и «народников», возглавляемых Рикардо Бальбином, защищавших антиперонистскую линию «Освободительной революции».
Разрыв между ними произошёл ещё в конце 1956 года, когда Фрондиси, тогдашний президент Национального комитета UCR , предложил выдвинуть кандидата на пост президента нации, который окажет давление на военное правительство с целью назначения выборов. Предложение, которое было поддержано большинством Движения за непримиримость и обновление, было одобрено Национальным конвентом партии в Тукумане, который выдвинул Фрондиси кандидатом от радикалов в паре с Алехандро Гомесом.
Недовольные этим решением, балбинисты вместе с унионистами и сабаттинистами покинули заседание Национального конвента в Тукумане и сформировали новую политическую партию под названием Народный радикальный гражданский союз (англ. Unión Cívica Radical del Pueblo, UCRP) под председательством Крисолога Ларральде. Радикалы, поддерживавшие Фрондиси и Оскара Аленде, среди которых было много молодых членов партии, взяли название Гражданский радикальный союз непримиримых (UCRI) и приняли программу, вдохновлённую Декларацией Авельянеды, дополненную в духе девелопментализма.

### Выборы 1957 и 1958 годов
В 1957 году правящая диктатура назначила выборы Конституционного собрания, которое должно было отменить Конституцию 1949 года, принятую при Пероне, и восстановить Конституцию 1853 года. Так как перонисты не были допущены к выборам, то их сторонники голосовали белыми (пустыми) бюллетенями, которые были признаны недействительными.
В результате почти четверть избирателей (24,31 %) из принявших участие в голосовании, опустили в урны пустые бюллетени. Официальным победителем стал Народный ГРС (32,15 % от числа действительных голосов и 23,2 % от общего числа проголосовавших), а второе место заняли «непримиримые» (28,20 % и 20 % соответственно). При этом, UCRP победил в 7 провинциях и получил 75 мест из 205, а UCRI выиграл голосование в 15 провинциях и занял 77 мест. Этот результат привёл «непримиримых» к сближению с перонистами, решившими договориться об общей стратегии на президентских выборов 1958 года. Депутаты Конституционного собрания от UCRI оспорили его как незаконное и отказались от участия в его работе.
23 февраля 1958 года в Аргентина прошли президентские выборы, победу на которых оспаривали два радикальных кандидата: Артуро Фрондиси от UCR Intransigente и Рикардо Бальбин от UCR del Pueblo. Секретный договор между Пероном и Фрондиси побудил перонистов массово поддержать Фрондиси, который одержал победу, набрав 49,49 % голосов против 31,83 %, полученных Бальбином. В результате за Фрондиси отдали свои голоса 319 выборщиков (68,45 %). Также «непримиримые» получили большинство в обеих палатах Национального конгресса и в целом в правительствах провинций. «Результат возмутил большую часть военных, которые считали, что Фрондиси манипулировал запретом перонистов».

### Президентство Артуро Фрондиси

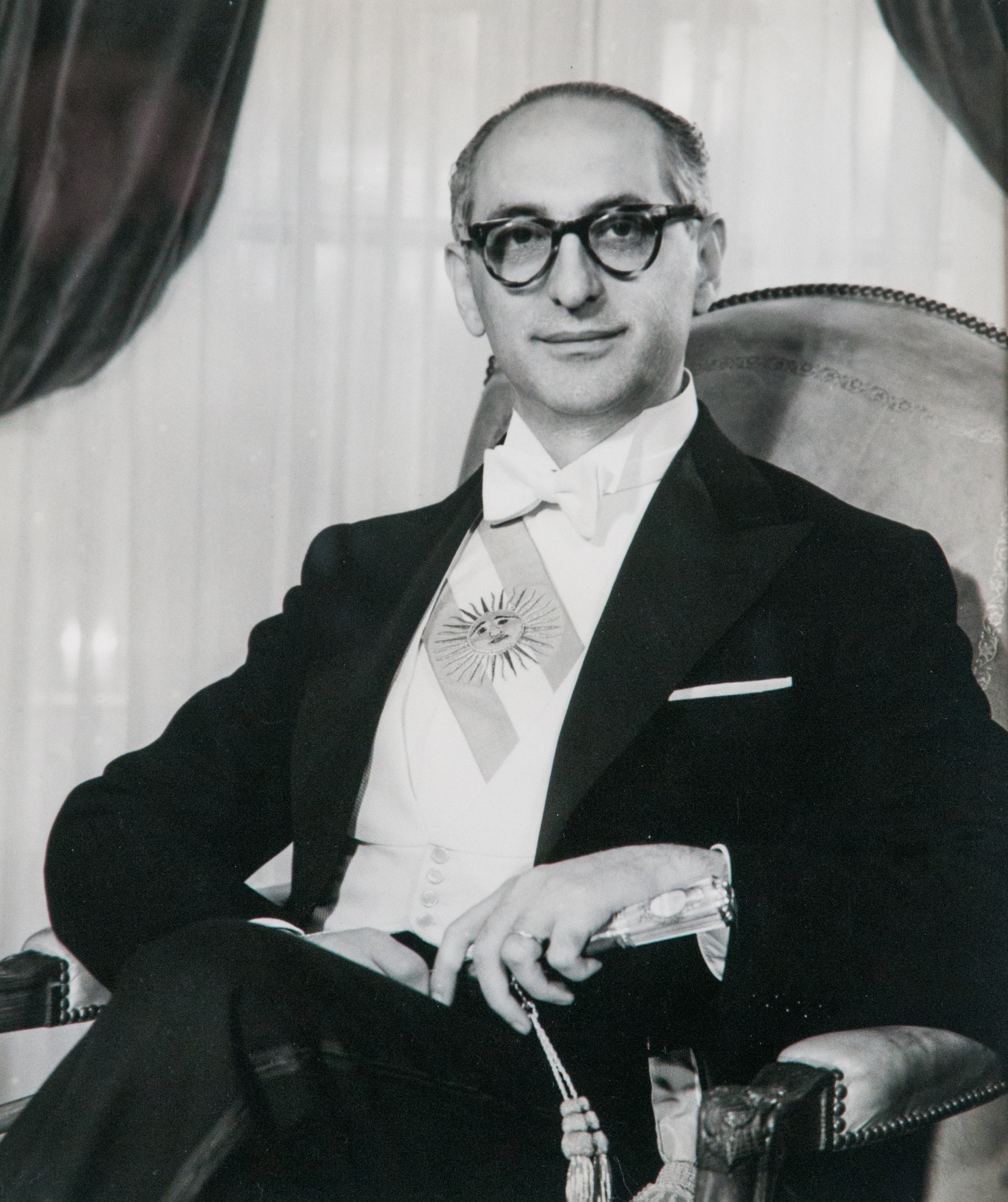
Президент Аргентины Артуро Фрондиси, избран в 1958 году, свергнут в 1962 году.

Правление Артуро Фрондиси характеризовалось разработкой экономической политики, основанной на латиноамериканской версии девелопментализма, направленной на индустриализацию страны путём поощрения прямых иностранных инвестиций и создания транснациональных компаний. Его основными сподвижниками были: Рохелио Фригерио, Габриэль дель Масо (один из отцов университетской реформы), Роке Витоло и Родольфо Мартинес, а также губернаторы Оскар Аленде (Буэнос-Айрес), Карлос Сильвестр Бегнис (Санта-Фе), Артуро Заничелли (Кордова), Рауль Уранга (Энтре-Риос), Селестино Хельси (Тукуман) и Сезар Наполеон Эйро (Мисьонес).
Фрондиси продолжил нефтяную политику открытости для иностранного капитала, продвигаемую Пероном с 1952 года, подписав контракты с частными компаниями на субсидирование разработки аргентинских месторождения и добившись увеличения добычи нефти, что привело к самообеспеченности. Благодаря заключению новых контрактов добыча нефти выросла за 4 года в 3 раза и страна превратилась из импортёра в экспортёра нефти.
Для получения займов от МВФ Фрондиси одобрил экономическую программу «Стабилизация и развитие», которая включала в себя такие меры, как девальвация песо, приватизация государственных предприятий, сокращение расходов в социальной сфере и другие. В результате, иностранные инвестиции увеличились в десять раз, а объём внутренних инвестиций вырос вдвое. Наиболее заметным стал рост производства в сталелитейной, автомобильной и нефтехимической отраслях промышленности.
В годы президентства Фрондиси произошли либеральные контрперонистские реформы в культуре и образовании (в качестве дисциплин высшего образования появились «социология» и «психология»). Он разрешил работу частных университетов. В рамках соглашения с перонистами он добился принятия нового Закона о профсоюзах, который укрепил профсоюзы.
Экономическая, социальная и образовательная политика Фрондиси вызвала сильное сопротивление со стороны левых партий, профсоюзов и студенческого движения. Уже в ноябре 1958 года он утвердил тайный репрессивный план под названием Plan CONINTES («Внутренние беспорядки в государстве»), который считается предшественником систематического государственного терроризма в Аргентине. В 1959 году Фрондиси запретил Коммунистическую партию Аргентины. В сентябре 1960 года профсоюз нефтяников объявил всеобщую забастовку в знак протеста против подписания нефтяных контрактов с американскими компаниями. В ответ президент объявил чрезвычайное положение, обвинив профсоюзных лидеров в связях с перонистами.
В 1959 году Фрондиси совершил первый в истории республики официальный визит президента Аргентины в США. В 1960 году в одностороннем порядке денонсировал существовавшие торговые договоры со странами социалистического блока: СССР, Румыния, ГДР, Болгария. В 1961 году по приглашению Фрондичи в Буэнос-Айрес приезжает Че Гевара, которого президент безуспешно пытался склонить к отказу от сотрудничества с СССР.
Недовольны политикой Фрондиси были также и военные, которые шесть раз пытались свергнуть его, пока, наконец, не добились успеха в результате государственного переворота в марте 1962 года. В отчаянном манёвре Фрондизи сумел помешать заговорщикам установить военную диктатуру. Действуя быстро он смог отложить своё смещение и арест, благодаря чему временный председатель Сената Хосе Мария Гуидо, также из UCRI, присягнул перед Верховным судом в качестве президента, защищённого Законом об амнистии. Гидо оказался единственным гражданским лицом, наделённым властью в Аргентине после переворота. Он не смог избежать военного надзора и сохранить республиканско-федеративную систему Конституции, будучи вынужден действовать под контролем военных. По указанию Гидо конгресс аннулировал результаты выборов 1962 года и отстранил от политики перонистов. Период его краткого правления наполнен кровопролитными стычками различных военных группировок, что в итоге привело в 1963 году к восстанию ВМФ, подавленного властями. Процесс «нормализации», запущенный Гидо после переворота привёл к выборам 1963 года, в которых смогли принять участие даже некоторые из перонистов. В результате раскола между перонистами, многие из которых последовали призыву Перона голосовать пустыми бюллетенями, новым президентом стал кандидат Народного ГРС Артуро Умберто Ильиа, врач и бывший вице-губернатор провинции Кордова.

### Лидерство Оскара Аленде

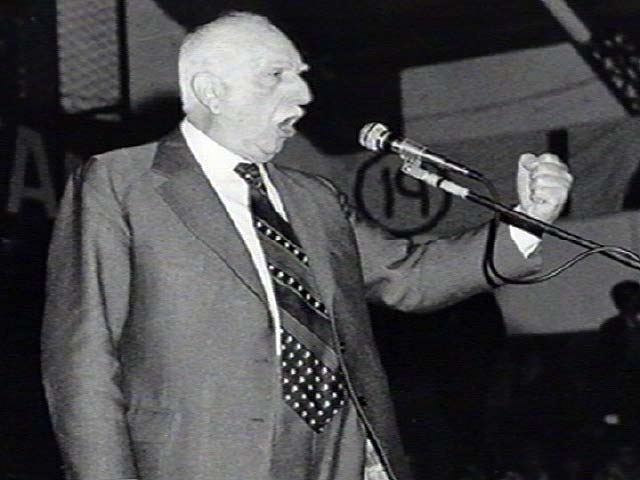
Второй лидер ГРС непримиримых Оскар Аленде (ок. 1973 года).

Во время правления Гидо Фрондиси, находясь в заключении в Патагонии, способствовал созданию коалиции UCRI и перонистов, названного Национальным и Народным фронтом (исп. Frente Nacional y Popular), для участия в президентских выборах 1963 года. Но эта инициатива не была поддержана большинством «непримиримых», которые решили выдвинуть своего кандидата, Оскара Аленде, который стал новым лидером партии. Этот факт стал причиной ухода из UCRI Фрондизи, Фрихерио и других девелопменталистов, создавших в 1964 году свою партию, Движение за интеграцию и развитие (MID).
Раскол в UCRI и разногласия среди перонистов по вопросу участия в выборах позволило кандидату Народного ГРС Артуро Ильиа победить на выборах 1963 года. На парламентских выборах, проходивших в один день с президентскими, также победу одержали «народники», получив 30,68 % голосов, на втором месте оказались пустые голоса избирателей-перонистов (16,90 %), а на третьем — «непримиримые» с 19,55 % голосов. UCRP победил в двенадцати провинциях, а UCRI — в четырёх.
В 1966 году Артуро Ильиа был смещён военными в результате переворота, новым президентом стал генерал Хуан Карлос Онганиа Карбальо. В 1970 году он был смещён военными и  к власти пришёл бригадный генерал Роберто Марсело Левингстон Лаборда Будучи националистом-девелопменталистом, он проводил протекционистскую экономическую политику, направленную на преодоление инфляции и экономического спада, которые страна переживали в то время. Эту политику UCRI поддержал. Однако большинство прогрессивных политических сил выступили против нового военного правительства. 11 ноября 1970 года «народники», перонисты, социалисты, блокисты и народные консерваторы объединились и выпустили манифест La hora del pueblo, в котором потребовали немедленных выборов с допуском всех партий. Манифест ознаменовал заметные изменения в политической жизни Аргентины, поскольку впервые в истории страны радикалы и перонисты действовали вместе в политическом отношении.
21 марта 1971 года, после отстранения Онганиа, новым президентом стал генерал Алехандро Агустин Лануссе Хельи. Во время его правления страна испытывала постоянные трудности, связанные с возрастанием активности оппозиции. Многие политические противники режима были взяты под стражу, но это не помогало и Лануссе решил начать сотрудничество с частью оппозиции. Рикардо Бальбин, лидер Народного ГРС, провёл переговоры с Лануссе, после которых видный радикал-балбинист Артуро Мор Роиг был назначен министром внутренних дел, получив поддержку со стороны подписантов манифеста La hora del pueblo. Мор Роиг гарантировал проведение выборов без фальсификаций, но в то же время проводил стратегию поляризации между перонизмом и антиперонизмом, в рамках которой между основными партиями было заключено «Великое национальное соглашение» (Gran Acuerdo Nacional o GAN) с целью восстановить демократию и не допустить при этом триумфа Перона. В этих условиях военное правительство предоставило Народному ГРС (UCRP) монопольное право на использование названия «Unión Cívica Radical» и потребовало, чтобы UCRI изменила своё название. С этого момента ГРС непримиримых стал называться «Партия непримиримых».

## Партия непримиримых
Партия непримиримых (исп. Partido Intransigente, PI) — была основана 22 мая 1972 года под руководством Оскара Аленде как преемница Гражданского радикального союза непримиримых, в свою очередь продолжателя исторического Гражданского радикального союза.
На президентских выборах 1973 и 1983 годов PI стремилась зарекомендовать себя как левоцентристская партия, способная разрушить двухпартийную систему перонистов и радикалов. Пик её развития пришелся на 1980-е годы как представитель левоцентристов во время восстановления демократии. «Непримиримые» была одной из пяти политических партий, входивших в состав неформальной коалиции в период с 1981 по 1983 год, которая требовала демократических выборов от правящей военной диктатуры. На парламентских выборах 1985 года они зарекомендовали себя как третья избирательная сила в стране, набрав 6,07 % голосов.
На президентских выборах 1989 года «непримиримые» поддержали кандидатуру Карлоса Менема, который позиционировал себя как общенациональный народный кандидат. Однако, придя к власти, Менем сделал поворот на 180 градусов и стал проводить неолиберальную политику, которая противоречила программе, объявленной им в ходе избирательной кампании. Это привело к тому, что PI и другие силы, поддержавшие его на выборах, перешли в оппозицию, чтобы интегрировать. На выборах 1999 года «непримиримые» поддержали радикального мэра Буэнос-Айреса Фернандо де ла Руа.
В 2007 году «непримиримые» присоединились к альянсу Фронт за победу, дважды поддержив на президентских выборах Кристину Киршнер (2007—2015), став таким образом частью многопартийного течения, известного как киршнеризм. На выборах 2015 года Фронт за победу потерпел поражение от правоцентристского альянса «Камбьемос». На выборах 2019 года PI участвовала в составе киршнеристского альянса «Всеобщий фронт», который одержал победу выдвинув в президенты экс-премьера Альберто Фернандеса, а в вице-президенты Кристину Киршнер.
С 2023 года входит в избирательную коалицию киршнеристов «Союз ради Отечества».

## Литератур
- Historia integral argentina; Los nuevos equilibrios. 1976. Varios Autores. Centro Editor de América Latina.
- Odena, Isidro J. Libertadores y desarrollistas (исп.). — Buenos Aires: La Bastilla, 1977.
- Altamirano, Carlos. Arturo Frondizi o el hombre de ideas como político (исп.). — Buenos Aires: Fondo de Cultura Económica, 1998. — (Los nombres del poder). — ISBN 950-557-248-4.